# 근덕인조잔디구장
근덕인조잔디구장(近德人造잔디球場, Geundeok Artificial Grass Field)은 대한민국 강원특별자치도 삼척시에 있는 스포츠 시설이다. 인조잔디 필드와 우레탄 필드가 갖춰진 다목적 경기장이며, 2009년 9월에 준공되었다. 삼척 신우전자 FC의 홈 경기가 개최되었다.

## 참고 문헌
- 《2019년 전국 공공체육시설 현황 (2018년말 기준)》. 대한민국 문화체육관광부. 2020.
- 《2023 전국 공공체육시설 현황 (2022년 12월말 기준)》. 대한민국 문화체육관광부. 2024.